# Comuna Vilhivți-Lazî, Teceu
Vilhivți-Lazî (în ucraineană Вільхівці-Лази) este o comună în raionul Teceu, regiunea Transcarpatia, Ucraina, formată din satele Rakove și Vilhivți-Lazî (reședința).

## Demografie
Componența lingvistică a comunei Vilhivți-Lazî
     Ucraineană (99,52%)
     Alte limbi (0,47%)
Conform recensământului din 2001, majoritatea populației comunei Vilhivți-Lazî era vorbitoare de ucraineană (99,52%), existând în minoritate și vorbitori de alte limbi.